# チェスワフ・ミウォシュ
チェスワフ・ミウォシュ（ポーランド語: Czesław Miłosz  発音, 1911年6月30日 - 2004年8月14日）は、リトアニア系ポーランド人の詩人、作家、エッセイスト、翻訳家。共産主義体制下のポーランドからフランスへ亡命。アメリカ合衆国でポーランド文学教授となり執筆活動を行った。1980年にノーベル文学賞受賞。

## 生涯
ロシア帝国シェティニェ（ポーランド語: Szetejnie、現在はリトアニアのシェテネイ Šeteniai）出身。リトアニア系シュラフタの家系の生まれであった。
ヴィルノ（現在はリトアニアの首都ヴィリニュス）で青年時代を過ごし、1930年代には詩集を出版した。1931年、1934年にはパリに一年間留学し、帰国後はヴィルノのラジオ局で働く。
1939年、ナチスによるポーランド侵攻。ミウォシュはワルシャワで詩集を地下出版し、文化面での抵抗運動を行った。
第二次世界大戦後、ポーランド人民共和国成立。ミウォシュは1945年にはアメリカ合衆国ワシントン駐在大使館、1950年にはパリ大使館の一等書記官を務めた。
1951年、フランスへ政治亡命。1953年には『囚われの魂』出版。1958年からはアメリカ合衆国へ移住し、カリフォルニア大学バークレー校でポーランド文学を教えた。1970年にはアメリカ市民権を取得。1978年、オクラホマ大学からノイシュタット国際文学賞を受賞。大学は退職するが、教鞭はとり続けた。
1980年、ノーベル文学賞受賞。ポーランドではレフ・ヴァウェンサ議長による「連帯」が発足し、グダンスクの反政府活動犠牲者記念碑にはミウォシュの詩が刻まれた。1981年、ミウォシュはポーランドへ一時帰国。母国では歓声で迎えられた。
2004年、クラクフで死去。93歳。遺体は多くのポーランド歴史上の文化人が眠る、クラクフのスカウカ教会(Kościół na Skałce)に葬られた。
ミウォシュはイスラエルのヤド・バシェム・ホロコースト記念館により「諸国民の中の正義の人」の一人に数えられている。

## 作品リスト
- Kompozycja, 1930
- Podróż, 1930
- 『冷え切った時代の叙事詩』 Poemat o czasie zastygłym, 1933
- 『三つの冬』 Trzy zimy, 1936
- Obrachunki
- Wiersze, 1940
- Pieśń niepodległa, 1942
- Ocalenie, 1945
- Traktat moralny, 1947
- 『囚われの魂』 Zniewolony umysł, 1953
- 『権力の奪取』 Zdobycie władzy, 1953
- Światło dzienne, 1953
- 『イサの谷』 Dolina Issy, 1955
- Traktat poetycki, 1957
- Rodzinna Europa, 1958
- Kontynenty, 1958
- Człowiek wśród skorpionów, 1961
- Król Popiel i inne wiersze, 1961
- Gucio zaczarowany, 1965
- Widzenia nad Zatoką San Francisco, 1969
- Miasto bez imienia, 1969
- 『ポーランド文学史』 The History of Polish Literature, 1969
- Prywatne obowiązki, 1972
- Gdzie słońce wschodzi i kiedy zapada, 1974
- Ziemia Ulro, 1977
- Ogród nauk, 1979
- Hymn o perle, 1982
- The Witness of Poetry , 1983
- Nieobjęta ziemio, 1984
- Kroniki, 1987
- Dalsze okolice, 1991
- Zaczynając od moich ulic, 1985
- Metafizyczna pauza, 1989
- Poszukiwanie ojczyzny, 1991
- 『猟人の一年』 Rok myśliwego, 1991
- Na brzegu rzeki, 1994
- Szukanie ojczyzny, 1992
- Legendy nowoczesności, 1996
- Życie na wyspach, 1997
- Piesek przydrożny, 1997
- Abecadlo Miłosza, 1997
- Inne Abecadło, 1998
- Wyprawa w dwudziestolecie, 1999
- To, 2000
- Orfeusz i Eurydyka, 2003
- O podróżach w czasie, 2004

## 日本語訳
- ギル教授の孤独（保坂和子訳、鏡浦書房、1958年）
- 囚われの魂（工藤幸雄訳、共同通信社、1996年）
- ポーランド文学史（関口時正・西成彦・沼野充義・長谷見一雄・森安達也訳、未知谷、2006年）
- チェスワフ・ミウォシュ詩集（関口時正・沼野充義編、成文社、2011年）
- 世界 ポエマ・ナイヴネ（つかだみちこ・石原耒訳、港の人、2015年）

## 参考資料
- 『囚われの魂』共同通信社